# Décagramme (géométrie)
Pour l’article homonyme, voir Décagramme.
En géométrie, un décagramme est un polygone étoilé à 10 sommets. Il existe un seul décagramme régulier, que l'on peut construire à partir du décagone régulier en reliant les sommets de 3 en 3. Son symbole de Schläfli est {10/3}. C'est un polygramme (en).
Il existe également d'autres figures en forme de décagramme non régulières, notamment les composés {10/2} (deux pentagones) et {10/4} (deux pentagrammes), qui sont des superpositions de polygones réguliers. Ces figures peuvent être considérées comme des cas particuliers de composés de polygones réguliers.
Le décagramme apparaît dans des contextes artistiques, notamment dans les motifs géométriques islamiques appelés girih, ainsi que dans certains pavages non périodiques.